# Jose Luiz Ferreira Rodrigues
Jose Luiz Ferreira Rodrigues (* 6. Juli 1946 in Porto Alegre), auch bekannt als Zeca, ist ein ehemaliger brasilianischer Fußballspieler und -trainer.

## Karriere
Zeca begann seine Karriere 1968 bei Grêmio FBPA. Von 1969 bis 1977 war er bei SE Palmeiras unter Vertrag. Mit Palmeiras wurde er 1969, 1972 und 1973 brasilianischer Meister. Von 1978 bis 1979 war er außerdem noch bei den Vereinen Marília AC und CE Bento Gonçalves unter Vertrag.
1999 wurde Zeca Co-Trainer der japanischen Zweitligisten Kawasaki Frontale. 1999 feierte er mit dem Verein die Zweitligameisterschaft und den Aufstieg in die erste Liga. 2000 löste Zeca den Ikuo Matsumoto als Trainer von Kawasaki Frontale ab.

## Erfolge
Grêmio
- Staatsmeisterschaft von Rio Grande do Sul: 1968

SE Palmeiras
- Trofeo Ramón de Carranza: 1969, 1974, 1975
- Staatsmeisterschaft von São Paulo: 1972, 1974
- Brasilianischer Meister: 1969, 1972, 1973